# Міфоманія
Міфоманія (грец. mythos — легенда, сказання + mania — прагнення, потяг) — поведінкова залежність, аномальна схильність до вигадок, фантазування, містифікації оточуючих, розповіді неймовірних історій.
Коли люди, діти, підлітки вдаються до брехні, обману, у них завжди є мотиви: уникнути покарання, уникнути відповідальності, підняти в очах оточуючих свою значимість, але міфомани таких мотивів зазвичай не мають. Відсутністю корисливих мотивів міфоманія відрізняється від псевдології. Подібно клептоманам, міфомани на перший погляд не мають на меті вигоди, більш того, своєю поведінкою сильно підривають собі репутацію. Щоб гарно брехати і при цьому не потрапити в халепу, для цього потрібно мати відмінну пам'ять. Міфоманів захоплює скоріше не бажання ввести інших в оману, а сама дія, задоволення брехати, займатися міфотворчістю. Сам процес вигадування неймовірних історій приносить їм задоволення. У психологічному плані подібна діяльність ілюструє процес переходу мотиву на ціль-механізм: утворення нових, в даному випадку патологічних потреб.
Для маленьких дітей така тенденція є досить природною, тому що вони ще не можуть з упевненістю розрізняти світ власних мрій і дійсність (уявна брехливість).
Хоча найвідомішим з міфоманів є, мабуть, барон Мюнхгаузен, синдромом Мюнхгаузена у медицині називають не міфоманію, а іншу патологію — один з видів симулятивного розладу, коли пацієнти зазвичай викладають історії захворювання з рисами неправдоподібністі і драматичності та вимагають від лікарів для себе термінового хірургічного втручання.
Псевдологія або Патологічна брехливість (грец. pseudos — брехня + logos — слово, мова) — психічний стан, у якому суб'єкт схильний говорити часто і докладно неправду про себе при збереженні пам'яті та достатньому рівні інтелекту, що підвищує його значущість та цікавість до нього з боку оточення. У такому стані людину важко змусити визнати себе брехуном оскільки цей стан звичайно сполучений з некритичною вірою в реальність вигаданого. У разі викриття вона змінює тему, виявляє агресію до викривальника тощо. Притаманна особам з асоціальним розладом особистості, часто супроводжує важкі хвороби, такі як шизофренія. Близька за змістом до міфоманії, але на відміну від останньої має мотив для обману.

## Патологічні брехуни
Брехня – це дія як свідомого, так і навмисного чи ненавмисного надання неправдивого твердження. Звичайна брехня є оборонною і її говорять, щоб уникнути наслідків правди. Вони часто є білою брехнею, яка щадить почуття іншого, відображає просоціальне ставлення та робить можливим цивілізований людський контакт. Патологічну брехню можна охарактеризувати як звикання до брехні. Це коли людина постійно бреше без особистої вигоди.
Бути патологічним брехуном має багато наслідків. Через брак довіри більшість патологічних брехунів терпить крах. Якщо це продовжиться, брехня може стати настільки серйозною, що спричинить юридичні проблеми, включаючи, але не обмежуючись, шахрайство.